# 421-й окремий батальйон безпілотних систем (Україна)
421-й окремий батальйон безпілотних систем «САПСАН» — підрозділ у складі Десантно-штурмових військ Збройних сил України.

## Історія
У жовтні 2024 року батальйон отримав комплекси Mini Shark.